# Animal Planet
Animal Planet (Hành tinh Động vật) là kênh truyền hình khoa học chuyên phát sóng về cuộc sống của giới động vật hoang dã và vật nuôi cũng các hành trình của các nhà thám hiểm động vật trên thế giới, rồi những câu chuyện xoay quanh giới động vật. Kênh này có xuất phát từ Discovery

## Tầm phủ sóng
Kênh phủ sóng rộng tầm thế giới. Kênh phủ sóng ở Châu Mĩ, châu Á, Việt Nam, Trung Quốc...và một số các nước khác trên thế giới. Thời lượng lương phát sóng của kênh truyền hình là 24/24

## Logo

3 Logo (01/10/2008-31/01/2019) Lần 1
4 Logo (01/10/2008-31/01/2019) Lần 2
5 Logo (01/02/2019-nay)